# لويس دي ميراندا
لويس دي ميراندا (بالفرنسية: Luis de Miranda)‏ (1971)؛ فيلسوف، مخرج أفلام وروائي فرنسي.